# 卡拉佩瓜竞技俱乐部
卡拉佩瓜竞技俱乐部，是巴拉圭卡拉佩瓜的一个足球俱乐部，成立于2010年。该队现参加巴拉圭足球甲级联赛。